# MTV U Woodie Awards
mtvU Woodie Awards (acrônimo UWA) é uma premiação da música americana, criado em 2004 pelo canal mtvU. O prémio é semelhante ao VMA, porém diferente deste, que é voltado a géneros populares como, Pop, R&B e Dance, o UWA procura reconhercer os artistas de genéros menos comerciais, como folk, indie, rap e rock alternativo. Ocasionalmente em 2010, o prémio não foi realizado. Em 2011, a cerimônia passou por uma reinvenção em suas categorias.

## Categorias

### Fixas
1. Artista do Ano
2. Artista Revelação
3. Melhor Artista de Música Negra
4. Melhor Banda de Rock
5. Melhor Clipe
6. Escolha da Audiência

### Ocasionais
1. Melhor Artista Internacional
2. Melhor Apresentação Ao Vivo
3. Melhor Clipe de Animação
4. Melhor Música Sobre Universidade
5. Melhor Rádio Universitária

#### A partir de 2012
1. Melhor Música
2. Melhor Artista Indie
3. Melhor Banda Hard Rock/Heavy Metal

## Vencedores
As bandas Muse, Taking Back Sunday, Fall Out Boy, e Gorillaz, são os únicos artistas que já ganharam dois préimos, sendo esses os maiores vencedores, ao longo de sete edições.